# Tian Bingyi
Tian Bingyi, född 4 juli 1963, är en kinesisk coach för Kinas nationella badmintonteam och före detta idrottare som tog brons i badminton tillsammans med Li Yongbo vid olympiska sommarspelen 1992. Tian Bingyi är gift med simhopparen Zhou Jihong.